# 더 킬러: 죽어도 되는 아이
더 킬러: 죽어도 되는 아이(THE KILLER _ A GIRL WHO DESERVES TO DIE)는 한국에서 제작된 최재훈 감독의 2022년 액션 영화이다. 장혁 등이 주연으로 출연하였다.

## 출연

### 주연
- 장혁-의강
- 브루스 칸-유리
- 이서영-윤지